# Egypte op de Paralympische Zomerspelen 2020
Egypte was een van de landen die deelnam aan de Paralympische Zomerspelen 2020 in Tokio, Japan.

## Medailleoverzicht
| Bankdrukken | Rehab Ahmed            | -50 kg (v)      | Zilver |  |  |
| Bankdrukken | Mahmoud Attia          | -72 kg (m)      | Zilver |  |  |
| Bankdrukken | Fatma Otmar            | -67 kg (v)      | Zilver |  |  |
| Bankdrukken | Sherif Othman          | -59 kg (m)      | Zilver |  |  |
| Taekwondo   | Mohamed Yasser Elzayat | -61 kg, K44 (m) | Zilver |  |  |
|             |                        |                 |        |  |  |
| Bankdrukken | Hany Abdelhady         | -88 kg (m)      | Brons  |  |  |
| Bankdrukken | Mohamed Elelfat        | -80 kg (m)      | Brons  |  |  |

## Deelnemers en resultaten
(m) = mannen, (v) = vrouwen, (g) = gemengd 

### Atletiek

#### Baanonderdelen
| Atleet         | Onderdeel      | Series              | Series              | Finale    | Finale  |
| Atleet         | Onderdeel      | Resultaat           | Rang                | Resultaat | Rang    |
| -------------- | -------------- | ------------------- | ------------------- | --------- | ------- |
| Dina Zamly Ali | 400 m, T47 (v) | Niet van toepassing | Niet van toepassing | 7e        | 1:17.73 |

#### Veldonderdelen
| Paralympiër             | Onderdeel             | Resultaat | Prestatie |
| ----------------------- | --------------------- | --------- | --------- |
| Hamada Hassan           | Hoogspringen, T63 (m) | 8e        | 1.69      |
| Mohamed Mohamed Ramadan | Discuswerpen, F57 (m) | 5e        | 48.55     |

### Badminton
| Paralympiër                | Onderdeel          | Groepsfase                | Groepsfase               | Groepsfase                   | Groepsfase           | Positie | Finalefase           | Finalefase           | Finalefase           | Plaats |
| Paralympiër                | Onderdeel          | Wedstrijd I               | Wedstrijd II             | Wedstrijd III                | Wedstrijd IV         | Positie | Kwartfinale          | Halve finale         | (Troost)finale       | Plaats |
| Paralympiër                | Onderdeel          | Tegenstander Uitslag      | Tegenstander Uitslag     | Tegenstander Uitslag         | Tegenstander Uitslag | Positie | Tegenstander Uitslag | Tegenstander Uitslag | Tegenstander Uitslag | Plaats |
| -------------------------- | ------------------ | ------------------------- | ------------------------ | ---------------------------- | -------------------- | ------- | -------------------- | -------------------- | -------------------- | ------ |
| Ahmed Magdy Amin Eldakrory | Enkelspel, SU5 (m) | TPE Fang Jen Yu V met 0-2 | JPN Taiyo Imai V met 0-2 | MAS Liek Hou Cheah V met 0-2 | Niet van toepassing  | 4e      | Niet gekwalificeerd  | Niet gekwalificeerd  | Niet gekwalificeerd  | 7e     |

### Bankdrukken
| Paralympiër     | Onderdeel   | Resultaat | Prestatie |
| --------------- | ----------- | --------- | --------- |
| Hany Abdelhady  | -88 kg (m)  | Brons     | 214.0     |
| Taha Abdelmagid | -54 kg (m)  | 4e        | 164.0     |
| Mohamed Ahmed   | -97 kg (m)  | 6e        | 200.0     |
| Mahmoud Attia   | -72 kg (m)  | Zilver    | 191.0     |
| Mohamed Elelfat | -80 kg (m)  | Brons     | 212.0     |
| Amr Mosaad      | +107 kg (m) | 6e        | 206.0     |
| Sherif Othman   | -59 kg (m)  | Zilver    | 187.0     |
|                 |             |           |           |
| Gihan Abdelaziz | -55 kg (v)  | 7e        | 100.0     |
| Rehab Ahmed     | -50 kg (v)  | Zilver    | 120.0     |
| Amany Ali       | -86 kg (v)  | 4e        | 131.0     |
| Gehan Hassan    | -79 kg (v)  | 6e        | 110.0     |
| Fatma Korany    | -61 kg (v)  | 4e        | 127.0     |
| Amal Mahmoud    | -73 kg (v)  | 4e        | 131.0     |
| Randa Mahmoud   | +86 kg (v)  | 5e        | 128.0     |
| Fatma Omar      | -67 kg (v)  | Zilver    | 120.0     |

### Goalball
| Paralympiër                                                                                      | Onderdeel | Resultaat | Prestatie                                                       |
| ------------------------------------------------------------------------------------------------ | --------- | --------- | --------------------------------------------------------------- |
| Aya Ahmed Abdalla Hassnaa Elgabry Gehad Ezzeldin Israa Gadallah Hanan Tolba Esraa Walid Ezzeldin | Vrouwen   | 9e        | Groep B EGY-TUR: 2-12 USA-EGY: 10-0 EGY-JPN: 0-10 BRA-EGY: 11-1 |

### Taekwondo
| Paralympiër                   | Onderdeel       | Resultaat | Prestatie |
| ----------------------------- | --------------- | --------- | --- |
| Mohamed Yasser Elzayat        | -61 kg, K44 (m) | Zilver    | 1/8e finale: W van ESP Alejandro Vidal Alvarez met 17-11 Kwartfinale: W van FRA Bopha Kong met 20-10 Halve finale: W van RPC Danil Sidorov met 24-8 Finale: V van BRA Nathan Troquato met 0-0                       |
|                               |                 |           | |
| Salma Ali Abd al Monem Hassan | -58 kg, K44 (v) | 7e        | 1/8e finale: W van JAM Shauna-Kay Hines met 12-9 Kwartfinale: V van DEN Lisa Gjessing met 3-14 Herkansingen, 1e ronde: W van KAZ Kamilya Dosmalova met 41-15 Herkansingen, finale: V van TUR Gamze Gurdal met 15-17 |

### Tafeltennis
| Paralympiër                            | Onderdeel         | Groepsfase                        | Groepsfase                         | Groepsfase                    | Positie             | Finalefase                    | Finalefase                  | Finalefase           | Finalefase           | Plaats |
| Paralympiër                            | Onderdeel         | Wedstrijd I                       | Wedstrijd II                       | Wedstrijd III                 | Positie             | 1/8e finale                   | Kwartfinale                 | Halve finale         | Finale               | Plaats |
| Paralympiër                            | Onderdeel         | Tegenstander Uitslag              | Tegenstander Uitslag               | Tegenstander Uitslag          | Positie             | Tegenstander Uitslag          | Tegenstander Uitslag        | Tegenstander Uitslag | Tegenstander Uitslag | Plaats |
| -------------------------------------- | ----------------- | --------------------------------- | ---------------------------------- | ----------------------------- | ------------------- | ----------------------------- | --------------------------- | -------------------- | -------------------- | ------ |
| Ibrahim Hamadtou                       | Enkelspel, C6 (m) | KOR Park Hong Kyu V met 0-3       | CHN Chen Chao V met 0-3            | Niet van toepassing           | 3e                  | Niet gekwalificeerd           | Niet gekwalificeerd         | Niet gekwalificeerd  | Niet gekwalificeerd  | 11e    |
| Sameh Mohamed Saleh                    | Enkelspel, C4 (m) | FRA Maxime Thomas V met 1-3       | NGR Isau Ogunkunle W met 3-1       | Niet van toepassing           | 2e                  | INA Adyos Astan W met 3-2     | KOR Kim Young Gun V met 0-3 | Uitgeschakeld        | Uitgeschakeld        | 5e     |
| Sayed Mohamed Youssef                  | Enkelspel, C7 (m) | AUS Jake Ballestrino W met 3-1    | BRA Israel Pereira Stroh V met 1-3 | JPN Masachika Inoue W met 3-0 | 2e                  | JPN Katsuyoshi Yagi W met 3-1 | CHN Yan Shuo V met 3-1      | Uitgeschakeld        | Uitgeschakeld        | 5e     |
| Ayman Kamal Zenaty                     | Enkelspel, C5 (m) | GER Valentin Baus V met 0-3       | TUR Ali Ozturk V met 0-3           | Niet van toepassing           | 3e                  | Niet gekwalificeerd           | Niet gekwalificeerd         | Niet gekwalificeerd  | Niet gekwalificeerd  | 9e     |
| Sameh Mohamed Saleh Ayman Kamal Zenaty | Team, C4-5 (m)    | Niet van toepassing               | Niet van toepassing                | Niet van toepassing           | Niet van toepassing | SVK V met 0-2                 | Uitgeschakeld               | Uitgeschakeld        | Uitgeschakeld        | 9e     |
| Ibrahim Hamadtou Sayed Mohamed Youssef | Team, C6-7 (m)    | Niet van toepassing               | Niet van toepassing                | Niet van toepassing           | Niet van toepassing | Bye                           | ESP V met 0-2               | Uitgeschakeld        | Uitgeschakeld        | 5e     |
|                                        |                   |                                   |                                    |                               |                     |                               |                             |                      |                      |        |
| Faiza Mahmoud                          | Enkelspel, C5 (m) | CHN Zhang Bian V met 0-3          | SWE Ingela Lundback V met 0-3      | Niet van toepassing           | 3e                  | Niet gekwalificeerd           | Niet gekwalificeerd         | Niet gekwalificeerd  | Niet gekwalificeerd  | 7e     |
| Hanaa Ahmed Hammad                     | Enkelspel, C6 (m) | AUS Rebecca Anne Julian V met 0-3 | UKR Maryna Lytovchenko V met 0-3   | Niet van toepassing           | 3e                  | Niet gekwalificeerd           | Niet gekwalificeerd         | Niet gekwalificeerd  | Niet gekwalificeerd  | 7e     |

### Volleybal
| Paralympiër | Onderdeel | Resultaat | Prestatie                                                              |
| --- | --------- | --------- | ---------------------------------------------------------------------- |
| Ashraf Abdalla Mohamed Abdalla Ahmed Abdelfatah Abdelnaby Abdellatif Metawa Abouelkhir Ahmed Amer Hesham Elshwikh Salah Hassanein Hossam Massoud Massoud Elsayed Moussa Ahmed Soliman Mohamed Zeid | Mannen    | 5e        | Groep A EGY-BIH: 0-3 JPN-EGY: 0-3 EGY-RPC: 0-3 Plaats 5/6 EGY-GER: 3-2 |

### Zwemmen
| Atleet                                                        | Onderdeel                             | Series    | Series | Finale              | Finale              |
| Atleet                                                        | Onderdeel                             | Resultaat | Rang   | Resultaat           | Rang                |
| ------------------------------------------------------------- | ------------------------------------- | --------- | ------ | ------------------- | ------------------- |
| Youssef Elsayed                                               | 50 m vrije slag, S3 (m)               | 1:03.46   | 15e    | Niet gekwalificeerd | Niet gekwalificeerd |
| Youssef Elsayed                                               | 200 m vrije slag, S3 (m)              | 4:46.78   | 13e    | Niet gekwalificeerd | Niet gekwalificeerd |
| Youssef Elsayed                                               | 150 m individuele wisselslag, SM3 (m) | 4:17.93   | 10e    | Niet gekwalificeerd | Niet gekwalificeerd |
| Zeyad Kahil                                                   | 200 m vrije slag, S5 (m)              | 3:04.85   | 11e    | Niet gekwalificeerd | Niet gekwalificeerd |
| Zeyad Kahil                                                   | 100 m schoolslag, SB4 (m)             | 1:59.02   | 11e    | Niet gekwalificeerd | Niet gekwalificeerd |
|                                                               |                                       |           |        |                     |                     |
| Malak Abdelshafi                                              | 100 m schoolslag, SB4 (v)             | 2:13.27   | 8e     | 2:14.68             | 8e                  |
| Ayaallah Tewfick                                              | 50 m rugslag, S6 (v)                  | 0:37.83   | 13e    | Niet gekwalificeerd | Niet gekwalificeerd |
| Ayaallah Tewfick                                              | 400 m vrije slag, S6 (v)              | 6:06.56   | 12e    | Niet gekwalificeerd | Niet gekwalificeerd |
|                                                               |                                       |           |        |                     |                     |
| Malak Abdelshafi Youssef Elsayed Zeyad Kahil Ayaallah Tewfick | 4 x 50 m vrije slag, 20 punten (g)    | 3:19.56   | 12e    | Niet gekwalificeerd | Niet gekwalificeerd |

Afghanistan · 
Algerije · 
Amerikaanse Maagdeneilanden · 
Angola · 
Argentinië · 
Armenië · 
Aruba · 
Australië · 
Azerbeidzjan · 
Bahrein · 
Barbados · 
Belarus · 
België · 
Benin · 
Bermuda · 
Bosnië en Herzegovina · 
Botswana · 
Brazilië · 
Bulgarije · 
Burkina Faso · 
Burundi · 
Cambodja · 
Canada · 
Centraal-Afrikaanse Republiek · 
Chili · 
China · 
Chinees Taipei · 
Colombia · 
Congo-Brazzaville · 
Congo-Kinshasa · 
Costa Rica · 
Cuba · 
Cyprus · 
Denemarken · 
Dominicaanse Republiek · 
Duitsland · 
Ecuador · 
Egypte · 
El Salvador · 
Estland · 
Ethiopië · 
Faeröer · 
Fiji · 
Filipijnen · 
Finland · 
Frankrijk · 
Gabon · 
Gambia · 
Georgië · 
Ghana · 
Griekenland · 
Groot-Brittannië · 
Guatemala · 
Guinee · 
Guinee‑Bissau · 
Haïti · 
Honduras · 
Hongarije · 
Hongkong · 
Ierland · 
IJsland · 
India · 
Indonesië · 
Irak · 
Iran · 
Israël · 
Italië · 
Ivoorkust · 
Jamaica · 
Japan · 
Jordanië · 
Kaapverdië · 
Kameroen · 
Kazachstan · 
Kenia · 
Kirgizië · 
Koeweit · 
Kroatië · 
Laos · 
Lesotho · 
Letland · 
Libanon · 
Liberia · 
Libië · 
Litouwen · 
Luxemburg · 
Madagaskar · 
Maleisië · 
Mali · 
Malta · 
Marokko · 
Mauritius · 
Mexico · 
Moldavië · 
Mongolië · 
Montenegro · 
Mozambique · 
Namibië · 
Nederland · 
Nepal · 
Nicaragua · 
Nieuw-Zeeland · 
Niger · 
Nigeria · 
Noord-Macedonië · 
Noorwegen · 
Oeganda · 
Oekraïne · 
Oezbekistan · 
Oman · 
Oostenrijk · 
Pakistan · 
Palestina · 
Panama · 
Papoea-Nieuw-Guinea · 
Peru · 
Polen · 
Portugal · 
Puerto Rico · 
Qatar · 
Roemenië · 
Russisch Paralympisch Comité ·
Rwanda · 
Saint Vincent en Grenadines · 
Samoa · 
Saoedi-Arabië · 
Sao Tomé en Principe · 
Senegal · 
Servië · 
Seychellen · 
Sierra Leone · 
Singapore · 
Slovenië · 
Slowakije · 
Somalië · 
Spanje · 
Sri Lanka · 
Syrië · 
Tadzjikistan · 
Tanzania · 
Thailand · 
Togo · 
Tonga · 
Trinidad en Tobago · 
Tsjechië · 
Tunesië · 
Turkije · 
Turkmenistan · 
Uruguay · 
Venezuela · 
Verenigde Arabische Emiraten · 
Verenigde Staten · 
Vietnam · 
Zimbabwe · 
Zuid-Afrika · 
Zuid-Korea · 
Zweden · 
Zwitserland
Paralympisch Vluchtelingen Team